# 투 오 나디에
《투 오 나디에》(스페인어: Tú o nadie)은 1985년 방영된 멕시코의 텔레노벨라이다.